# Koulpélogo
Koulpélogo ist eine Provinz in der Region Centre-Est im westafrikanischen Staat Burkina Faso mit 320.166 Einwohnern auf 5348 km².

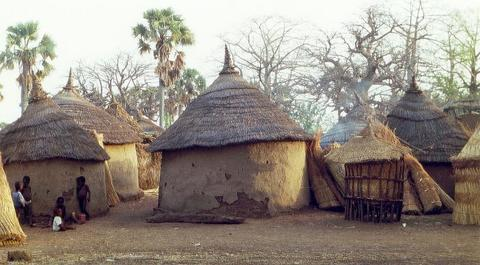
Hütten in Dourtenga

Der Name stammt vom die Provinz durchfließenden, gleichnamigen Fluss und bedeutet etwa „Fluss mit weißem Wasser“ und Hauptstadt ist Ouargaye.
Koulpélogo liegt im Südosten des Landes und grenzt im Norden und Osten an die Provinzen Gourma sowie Kompienga der Region Est. Im Süden grenzt Koulpélogo an den Staat Togo, im Westen an die Provinz Boulgou.
Das Relief der im Sudan liegenden Landschaft ist vorwiegend flach mit einigen leichten Erhebungen. Lateritböden sind vorherrschend mit der typischen Vegetation der Trockensavannen. Die temporären Wasserläufe fließen dem Nihao und dem Koulpélogo zu. Es bestehen kleine Stauseen, die die Niederschläge der Regenzeit sammeln.
Das tropisch-wechselfeuchte Klima des Sudan ist geprägt vom Wechsel von Trocken- und Regenzeit, die von Mai bis September andauert.
Von den Einwohnern sind 45 % Angehörige der Mossi, 9 % Fulbe und 8 % Bissa. Mehr als die Hälfte der Bewohner sind Muslime, es folgen Angehörige indigener Religionen und Christen.
Im Jahre 1996 wurde die Provinz aus Departements der Provinzen Boulgou und Gourma gebildet. Sie umfasst in etwa das von den Mossi als Yanga bezeichnete Gebiet, dessen Bewohner sich Yana nennen und einen Dialekt des Moré sprechen.
Koulpélogo umfasst die Departements Comin-Yanga, Dourtenga, Lalgaye, Ouargaye, Sanga, Soudougui, Yargatenga und Yondé.
Eine Sandstraße führt vom Westen her aus Tenkodogo nach Südosten an die Grenze zu Togo. In Ouargaye befindet sich eine Sendeanlage der RTB.
Die Bewohner Koulpélogos leben vorwiegend von der Landwirtschaft. Vor allem der Anbau von Hirse ist bedeutend.